# Czarnobyl
Czarnobyl (ukr. Чорнобиль, Czornobyl; ros. Чернобыль, Czernobyl) – miasto na Ukrainie, w obwodzie kijowskim, w rejonie wyszogrodzkim, u ujścia Uży do Prypeci.
Miasto kojarzące się głównie z katastrofą jądrową, która wydarzyła się w oddalonej o 18 kilometrów elektrowni jądrowej, która z wsią współdzieli nazwę – samej jednak elektrowni de facto znacznie bliżej do założonego w 1970 miasta Prypeć (ok. 4 km) niż do Czarnobyla. Przed tym zdarzeniem było zamieszkane przez około 13,5 tysięcy ludzi, po katastrofie wszyscy zostali ewakuowani.
W 2017 mieszkało tam (czasowo, w systemie zmianowym) około 2,5 tys. osób – zarówno naukowców, pracowników różnych instytucji, wyspecjalizowanych przewodników, jak również ludzi pracujących w sektorze turystyczno-usługowym. Ukraińskie normy dotyczące czasu przebywania ludzi na terenie Strefy Wykluczenia wokół Czarnobylskiej Elektrowni Jądrowej („zony”) ograniczają czas ich obecności do czterech dni, po których muszą nastąpić trzy dni obowiązkowego przebywania poza strefą. Naukowcy mogą przebywać w Czarnobylu bez przerwy przez dwa tygodnie; po upływie tego czasu wyjeżdżają na miesiąc, a ich miejsce ewentualnie zajmują kolejni naukowcy aż do ich powrotu.
Nazwa miejscowości pochodzi od bylicy pospolitej, mającej ludową nazwę ukraińską czornobyl (чорно́биль), która licznie występowała w okolicy.

## Historia
Wykopaliska archeologiczne świadczą o istnieniu tu osady na przełomie XI i XII wieku. Wzmiankowany po raz pierwszy w 1193 w Kodeksie Hipackim, w związku z polowaniem w okolicach Ruryka Rościsławicza co oznacza, że należał wtedy do księstwa kijowskiego. Od połowy XIV wieku należał do Wielkiego Księstwa Litewskiego. Były to włości państwowe zarządzane przez namiestników mianowanych przez wojewodów. W 1548 zbudowano tu stojący przy moście niewielki drewniany zamek z dwiema wieżami i 18 horodniami.

Czarnobyl przy ujściu Uszy do Prypeci był osadą żołnierską należącą do dóbr królewskich. Żołnierze mieli nadawane domy w mieście, grunta, futory. Zygmunt August darował Czarnobyl Kmicie w zamian za dobra, które w Siewierzu przez Rossyę zabranym utracił.

W dniu 29 marca 1566 król Zygmunt August przywilejem wydanym w Bielsku dokonał zamiany (a faktycznie darowizny za zasługi) z dzierżawcą Czarnobyla rotmistrzem Filonem Kmitą na Lityn, przez co Czarnobyl stał się własnością prywatną.

### W Rzeczypospolitej
W 1569 włączony do Korony. Poprzez małżeństwo córki Filona Kmity Czarnobylskiego – Zofii – z Łukaszem Sapiehą, dobra te przeszły w ręce tego rodu. Małżeństwo to ufundowało w Czarnobylu w 1626 koło zamku kościół i klasztor Dominikanów, w którym zostali pochowani. Odziedziczył te dobra Kazimierz Lew Sapieha, który przeniósł kościół i klasztor w inne miejsce. W XVI wieku ważny ośrodek handlowy położony przy szlakach wodnych, liczył wtedy trochę ponad tysiąc mieszkańców. Czarnobyl podupadł w połowie wieku XVII w czasie powstania Chmielnickiego.

Roku 1649 ponieśli męczeństwo XX. Dominikanie w Czarnobylu: przeor, 2 braciszków wtrącono do więzienia. Po okrutnych katuszach zamordowani, utopieni zostali w Prypeci. Roku 1709 oprócz funduszu Sapieżyńskiego mieli XX. Dominikanie dwie duże wsie i jurydykę w mieście. To był jeden z najznaczniejszych klasztorów z kościołem parafialnym.

W XVIII wieku Czarnobyl stał się stałą rezydencją starosty żmudzkiego Jana Mikołaja Chodkiewicza, który znacznie rozbudował miasto, wznoszący się na wzgórzu zamek oraz odnowił spalony kościół dominikanów pod wezwaniem Wniebowzięcia Najświętszej Maryi Panny, który poświęcono w 1757. W czasach rebelii ruskiego chłopstwa w 1768 (tzw. koliszczyzna) Chodkiewicz ufortyfikował miasto i rozbił zmierzające w jego kierunku oddziały Bondarenki.

Za czasów Stanisława Augusta mieszkała w Czarnobylu p. Chodkiewiczowa, starościna Żmudzka z domu Rzewuska, Wacława wojewody Podolskiego rodzona siostra. Wzorowo rządziła majątkiem, zrobiła ogromną fortunę, którą jéj syn utracił. Córka jéj ks. Lubomirska była ściętą w Paryżu w czasie rewolucyi; przy wielkim i niepospolitym rozumie, który cechował rodzinę Rzewuskich miała zwyczaje dziwaczne.

W 1791 w Czarnobylu stacjonował 8 Regiment Pieszy Domu Radziwiłłów wojska I Rzeczypospolitej.

### W zaborze rosyjskim
W wyniku II rozbioru Polski (1793) Czarnobyl znalazł się w zaborze rosyjskim. W II połowie XVIII wieku osiedliła się duża grupa rosyjskich staroobrzędowców; wtedy też rozpoczęło się intensywne osadnictwo żydowskie. W 1816 Czarnobyl odziedziczył po swej matce hr. Aleksander Chodkiewicz, zaś po jego śmierci (1832) miasto przeszło w ręce hr. Mieczysława Chodkiewicza, syna. W 1832, po powstaniu listopadowym (1830–1831), władze rosyjskie skasowały klasztor dominikanów. W 1880 żydzi stanowili 57% mieszkańców, prawosławni 33%, staroobrzędowcy 9%, katolicy 1%. Od zaborów do rewolucji październikowej było tu jedno z większych centrów chasydyzmu w państwie carskim, siedziba dynastii cadyków twerskich. W XIX i I połowie XX wieku funkcjonował tu ważny towarowy i pasażerski port rzeczny, który był wtedy podstawą gospodarki miejskiej. Miasto specjalizowało się także w produkcji i handlu drewnem, smołą, dziegciem oraz warzywami, których głównym odbiorcą był pobliski Kijów.
Siedziba dawnej gminy Czarnobyl w powiecie radomyskim, a od 1919 w czarnobylskim w guberni kijowskiej.

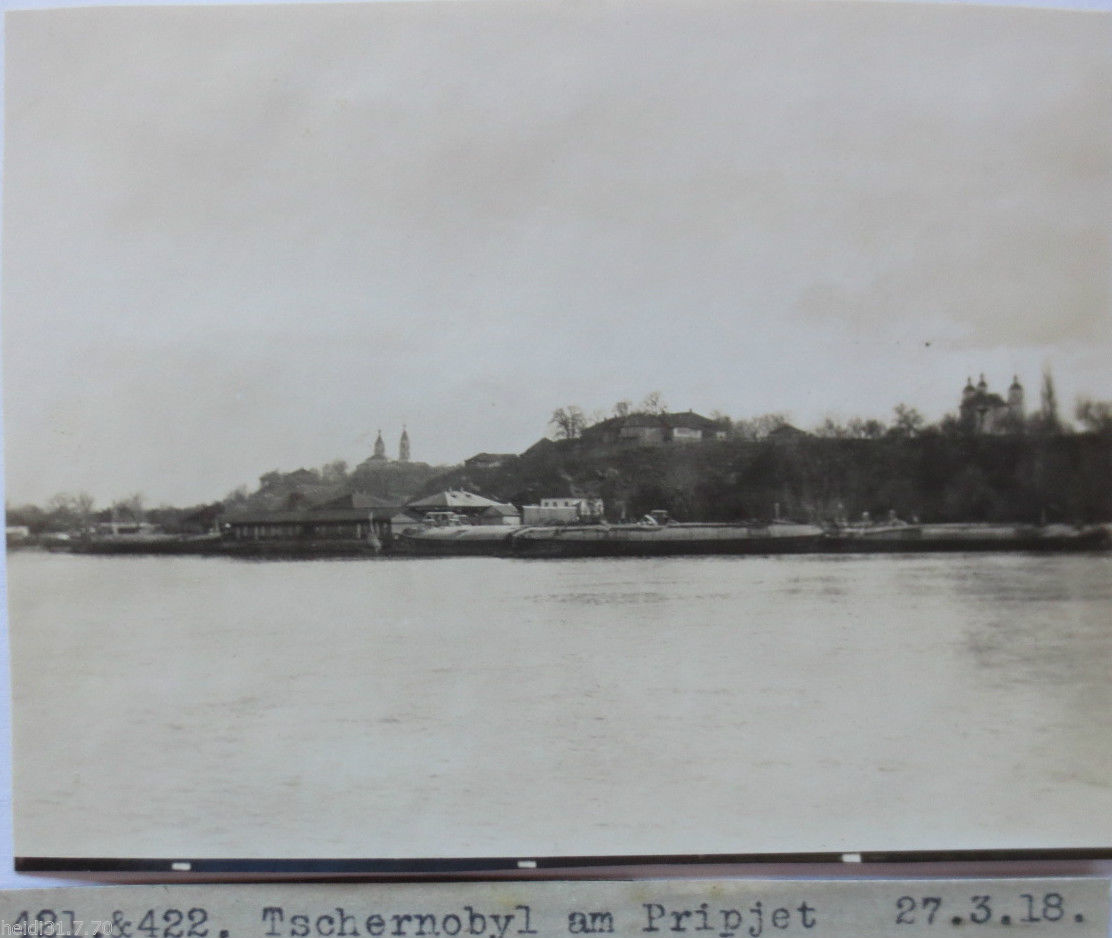
Czarnobyl w 1918

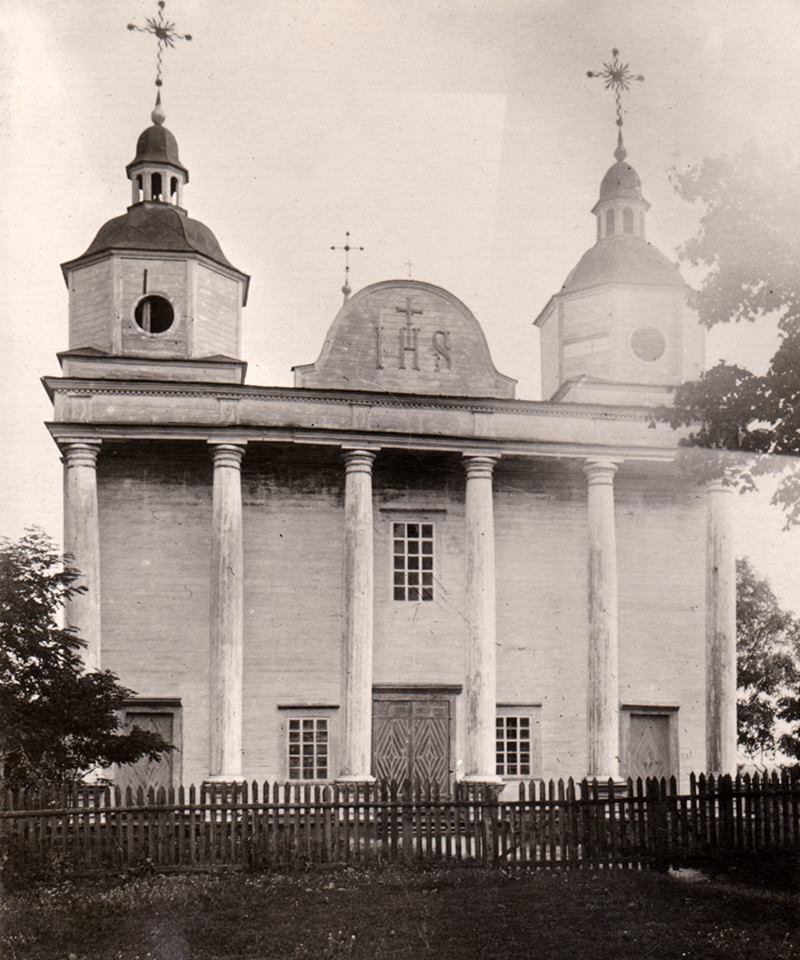
Kościół katolicki zburzony po 1920 r.

### Rządy radzieckie i ukraińskie
W kwietniu 1919, podczas wojny ukraińsko-radzieckiej, trwał pełzający pogrom antyżydowski. Z rąk oddziałów chłopskich atamana Struka zginęło 150 mieszkańców miasta, a większość mienia żydowskiego została zdewastowana.
Podczas kampanii kijowskiej w 1920 polska Flotylla Rzeczna Marynarki Wojennej stoczyła tu zwycięską bitwę z sowiecką flotyllą dniestrzańską.
W latach 1922–1991 miasto należało do Ukraińskiej SRR. Prawa miejskie Czarnobyl uzyskał w 1941. W czasie okupacji hitlerowskiej Niemcy wymordowali większość żydowskiej społeczności. Od 1977 do 2000 w pobliżu Czarnobyla działała elektrownia atomowa, w której w 1986 nastąpiło rozerwanie i pożar reaktora nr 4.
W kwietniu 2020 roku doszło do pożaru lasu.
24 lutego 2022 roku – pierwszego dnia inwazji Rosji na Ukrainę, wojska rosyjskie nacierające z terenu Białorusi zajęły teren zony, w tym miasto Prypeć. 3 kwietnia, po odwrocie sił rosyjskich z kierunku kijowskiego, Ukraina odzyskała kontrolę nad Czarnobylem.

## Historyczne budowle
- murowana cerkiew prawosławna św. Eliasza z 1878
- drewniany kościół katolicki Wniebowzięcia Najświętszej Marii Panny, istniejący od 1626, odbudowany w 1759
- drewniany klasztor dominikanów z 1626[12]
- zamek w Czarnobylu[13] z XVI wieku
- drewniany pałac rodu Chodkiewiczów z XVIII wieku
- dwie inne cerkwie prawosławne (w latach 20. XX wieku jedna z nich, pw. Narodzenia NMP, należała do Ukraińskiego Autokefalicznego Kościoła Prawosławnego[14]), cerkiew staroobrzędowców i kilka synagog z XIX wieku

Większość wyżej wymienionych obiektów zniszczono w okresie sowieckim.

## Duga
Nieopodal Czarnobyla znajdują się pozostałości Dugi, radzieckiego radaru pozahoryzontalnego (pracującego w zakresie fal krótkich) potocznie zwanego „Okiem Moskwy” i znanego wśród krótkofalowców jako Russian Woodpecker („rosyjski dzięcioł”).

## Katastrofa jądrowa

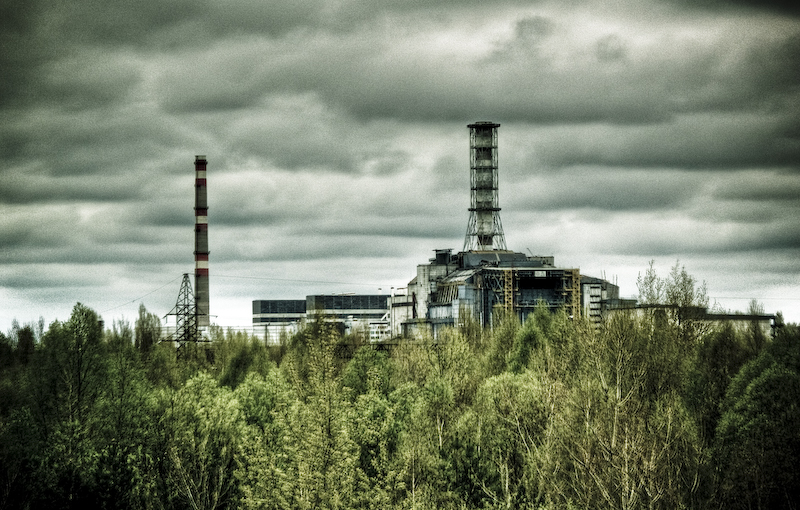
Widok na elektrownię

18 kilometrów od miasta znajduje się Czarnobylska Elektrownia Jądrowa. 26 kwietnia 1986 w wyniku nieprawidłowo przeprowadzonego testu bezpieczeństwa układu chłodzenia reaktora doszło do katastrofy w Czarnobylskiej Elektrowni Jądrowej, doszło do przegrzania i częściowego stopienia rdzenia reaktora i chemicznego wybuchu wodoru powstałego przez reakcję metalu z wodą, został rozerwany reaktor, jego obudowa i budynek, w którym się mieścił. Nastąpiła bezpośrednia emisja do atmosfery i otoczenia elektrowni radioaktywnego pyłu z reaktora. Z otaczających elektrownię terenów w promieniu 30 km ewakuowano ponad 350 tys. ludzi, tworząc zamkniętą strefę ochronną.

## Marketing i turystyka w Czarnobylu

### Rebranding Strefy Czarnobylskiej jako obiektu turystycznego
Według redaktorów magazynu Forbes, w 2009 roku elektrownia jądrowa w Czarnobylu stała się najbardziej egzotycznym i ekstremalnym celem podróży turystycznych na Ziemi, a w rankingu najbardziej uderzających miejsc turystycznych na świecie według CNN Travel, Strefa Wykluczenia wokół Czarnobyla została uwzględniona w pierwszej piętnastce.
W 2021 roku agencja kreatywna Banda Agency opracowała nową markę i logo dla Strefy Czarnobyla. Logo symbolizuje stopniowe zanikanie, przypominając nam, że miasta w tej strefie stopniowo upadają i są wchłaniane przez naturę.
W 2019 roku serial „Czarnobyl”, emitowany na kanale HBO, przyciągnął dużo uwagi do tej tragedii. Serial stał się światową sensacją i zdobył dziesięć nagród Emmy oraz dwa Złote Globy. Popularność serialu i dyskusje wokół Czarnobyla przyczyniły się do wzrostu turystyki w strefie wykluczenia. Po premierze serialu liczba turystów, którzy przyjechali na Ukrainę, aby odwiedzić strefę czarnobylską, wzrosła dwukrotnie. Według Państwowej Agencji Zarządzania Strefą Wykluczenia, w 2019 roku odwiedziło ją 107 tysięcy osób. osób (w porównaniu z 63 tys. w 2018 r.), a wśród czynników, które wpłynęły na wzrost ruchu turystycznego, agencja wskazuje m.in. na wzrost zainteresowania elektrownią jądrową w Czarnobylu po premierze miniserialu.
Turyści po raz pierwszy zwrócili uwagę na Strefę po premierze trylogii popularnej gry komputerowej S.T.A.L.K.E.R.: w 2007, 2008 i 2009 roku. Ukraińska firma GSC Game World stworzyła fikcyjny, fantastyczny wszechświat oparty na połączeniu opowiadania „Piknik na skraju drogi” braci Strugackich i prawdziwej Strefy Czarnobylskiej.
Wyprzedaż serii S.T.A.L.K.E.R. przekroczyły 15 milionów egzemplarzy w różnych krajach świata. Fani tej gry stali się pierwszą masową falą osób chcących spróbować tak egzotycznej turystyki i odwiedzić tak bardzo im bliskie miejsca i lokalizacje w wirtualnym świecie.
Rosyjskie wojska przebywały w Strefie nieco ponad miesiąc – od 24 lutego do 2 kwietnia 2022 roku. I choć nie toczyły się tam wielkie bitwy (jedynie kilka starć z pogranicznikami i ostrzały w pierwszych dniach), okupacja zmieniła te wyjątkowe tereny na wiele lat, a może nawet na zawsze. 
Obecnie dostęp do Strefy Wykluczenia wokół Czarnobyla jest bardzo ograniczony – nie ma mowy o żadnej turystyce ani wędrówkach stalkerów, a dziennikarze muszą umawiać się na wyjazd nie tylko z Państwową Agencją Zarządzania Strefą Wykluczenia (SAZV), ale także z wojskowy.

## Urodzeni w Czarnobylu
- Aleksander Chodkiewicz – polski pisarz, chemik oraz wojskowy
- Ołeksandr Jarmoła – ukraiński muzyk i wokalista
- Aleksandr Krasnoszczokow – rosyjski socjaldemokrata i komunista
- Rozalia Lubomirska – polska księżna